# 達爾文 (伊利諾伊州)
達爾文（英語：Darwin）是位於美國伊利諾伊州克拉克縣的一個非建制地區。該地的面積和人口皆未知。

## 地理
達爾文的座標為39°17′00″N 87°36′43″W / 39.28333°N 87.61194°W，而該地的平均海拔高度為142米（即466英尺）。